# فرد آقاباشیان
فرد آقاباشیان (انگلیسی: Fred Agabashian؛ زادهٔ ۲۱ اوت ۱۹۱۳ در مودستو، کالیفرنیا – درگذشتهٔ ۱۳ اکتبر ۱۹۸۹ در آلامو، کالیفرنیا) اتومبیل‌ران فرمول ۱ ارمنی‌تبار اهل ایالات متحده آمریکا بود.